# Gajówka Jałonne
Gajówka Jałonne – dawna osada leśna w Polsce położona w województwie świętokrzyskim, w powiecie kieleckim, w gminie Daleszyce.
W latach 1975–1998 gajówka administracyjnie należała do województwa kieleckiego.
Nazwę zniesiono z 2023 r.